# Antonina Melnikova
Antanina Aljaksejeŭna Melnikava (belarusiska: Антаніна Аляксееўна Мельнікава, även ryska: Антонина Алексеевна Мельникова: Antonina Aleksejevna Melnikova), född den 19 februari 1958 i Rogatjov i Vitryska SSR i Sovjetunionen (nu Rahatjoŭ i Belarus), är en Belarusisk före detta kanotist, som tävlade för Sovjetunionen.
Melnikova tog OS-brons i K-1 500 meter i samband med de olympiska kanottävlingarna 1980 i Moskva.